# 道の駅にしじま和紙の里 かみすきパーク
道の駅にしじま和紙の里 かみすきパーク（みちのえき にしじまわしのさと かみすきパーク）は、山梨県南巨摩郡身延町にある道の駅である。

## 概要
山梨県内22番目、南巨摩郡身延町内では3番目の道の駅となる。2024年（令和6年）8月7日に認定を受けた。
指定管理者として中巨摩郡昭和町の株式会社アルプスが運営する。
旧施設名は「身延町西嶋和紙の里（旧：なかとみ和紙の里）」であり、道の駅化の工事を行った上で道の駅として開設された。

## 歴史
- 1998年（平成10年） - 身延町西嶋和紙の里（旧：なかとみ和紙の里）として開業[2][3]。
- 2024年（令和6年）8月7日 - 国土交通省より道の駅第61回登録において、「道の駅にしじま和紙の里 かみすきパーク」として登録[1]。
- 2025年（令和7年）4月18日 - 開駅[3]。

## 施設

### 主要施設
- ふれあい館[注釈 3]（交流施設）
  - キッズスペース
  - 交流スペース（企画展示施設等）
  - ベビーコーナー
  - トイレ
- かみすき館[注釈 4]（和紙漉き体験施設、物販施設、展示施設）
  - 和紙漉き体験コーナー
  - 展示コーナー
  - 書道体験コーナー
  - 和紙職人向けシェア工房
  - ショップコーナー
  - トイレ
- たべもの館[注釈 5]
  - あじさい庵（飲食施設）
  - 農産物直売所
- みんなの広場（イベント広場）

### その他
- 駐車場 135台（第1駐車場約100台、第2駐車場20台）
- トイレ 37器
- マンホールトイレ
- 情報提供施設
- ベビーコーナー
- 備蓄倉庫
- 公衆無線LAN
- 公園（屋外複合遊具）
- バス停留所（高速バス・路線バス）
- RVパーク
- EV充電施設（2025年8月頃開設予定）

## アクセス
- 身延町道西嶋・岩間線 - 登録路線
  - 国道52号峡南橋西詰交差点より約250メートルの場所にある。

### 自動車
- E52 中部横断自動車道 4 六郷ICから5分

### 電車
- JR東海身延線 甲斐岩間駅より徒歩20分。

### 高速バス
- 中央高速バス新宿 - 身延・南アルプス市八田線西嶋バス停から徒歩0分

## 周辺
- オギノキャロット中富店
- マツモトキヨシ西島店